# 伯克利学院
41°18′38″N 72°55′40″W / 41.3106°N 72.9279°W

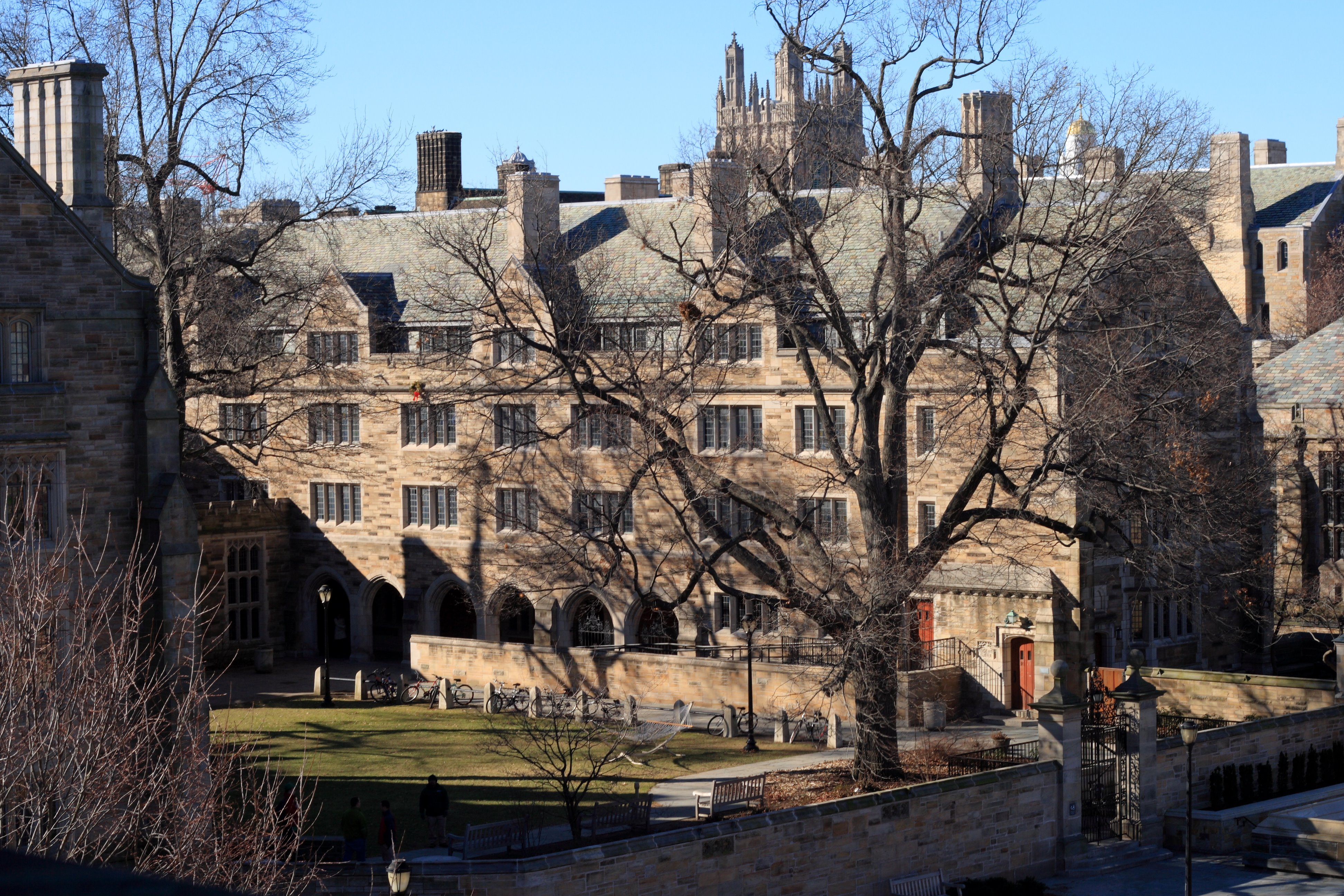
贝克莱学院

贝克莱学院（英語：Berkeley College）是耶鲁大学的12个住宿学院之一，位于纽黑文205榆树街205号，建于1934年，得名于乔治·贝克莱主教，以纪念他在18世纪赠送给耶鲁大学的土地和书籍。